# Конрад II фон Бикенбах
Конрад II фон Бикенбах (на немски: Conrad II von Bickenbach, 'der Minnesänger'; Konrad II 'der Minnesanger' zu Klingenberg; * пр. 1245; † 17 октомври 1272), наричан минезингер цу Клингенберг, е господар на Бикенбах и господар на Клингенберг.

## Произход
Той е син на Готфрид I фон Бикенбах († 1245) и съпругата му Агнес фон Даун (* пр. 1241; † 1254), дъщеря на вилдграф Конрад II фон Даун († сл. 1263) и Гизела фон Саарбрюкен († сл. 1265), дъщеря на граф Симон II фон Саарбрюкен († сл. 1207) и графиня Луитгард фон Лайнинген († сл. 1239).
Господарите фон Бикенбах построяват ок. 1235 г., през първата половина на 13 век, замък Бикенбах, днешният дворец Алсбах, над селото Алсбах, на ок. 2 km от Бикенбах. От там те могат да контролират частта си на пътя Бергщрасе, който води за Дармщат.
Конрад II фон Бикенбах умира на 7 октомври 1272 г. на около 27 години.

## Фамилия
Конрад II фон Бикенбах 'минезингер' цу Клингенберг се жени сл. 1250 г. за Гуда/Юта фон Фалкенщайн (* пр. 1237; † пр. 24 февруари 1290), вдовица на Конрад II Шенк фон Клингенберг († сл. 1250), дъщеря на Филип I фон Фалкенщайн († 1271) и Изенгард фон Мюнценберг († сл. 1270). Те имат децата:
- Филип фон Бикенбах (* пр. 1276; † сл. 1298), женен за Алхайдис фон Щетелбах (* пр. 1298; † 1302), родители на Конрад III фон Бикенбах
- Готфрид II фон Бикенбах († юли 1333), женен за Сара фон Франкенщайн (* пр. 1320; † сл. 1360)
- Агнес фон Бикенбах (* пр. 1276; † 1294), омъжена за Райнхард фон Йоса († ок. 1297)
- Изенгард фон Бикенбах († сл. 1276)
- Гута (Гунда) фон Клингенберг (* ок. 1252; † сл. 1294), омъжена ок. 1274 г. за Хилтпрант (Хилдебранд) маршал фон Папенхайм-Бибербах (* ок. 1240; † април 1298)